# العلاقات الفلسطينية المالديفية
العلاقات الفلسطينية المالديفية تشير إلى العلاقات الخارجية بين جزر المالديف وفلسطين. جزر المالديف اعترفت بدولة فلسطين في 28 نوفمبر 1988.

## التاريخ

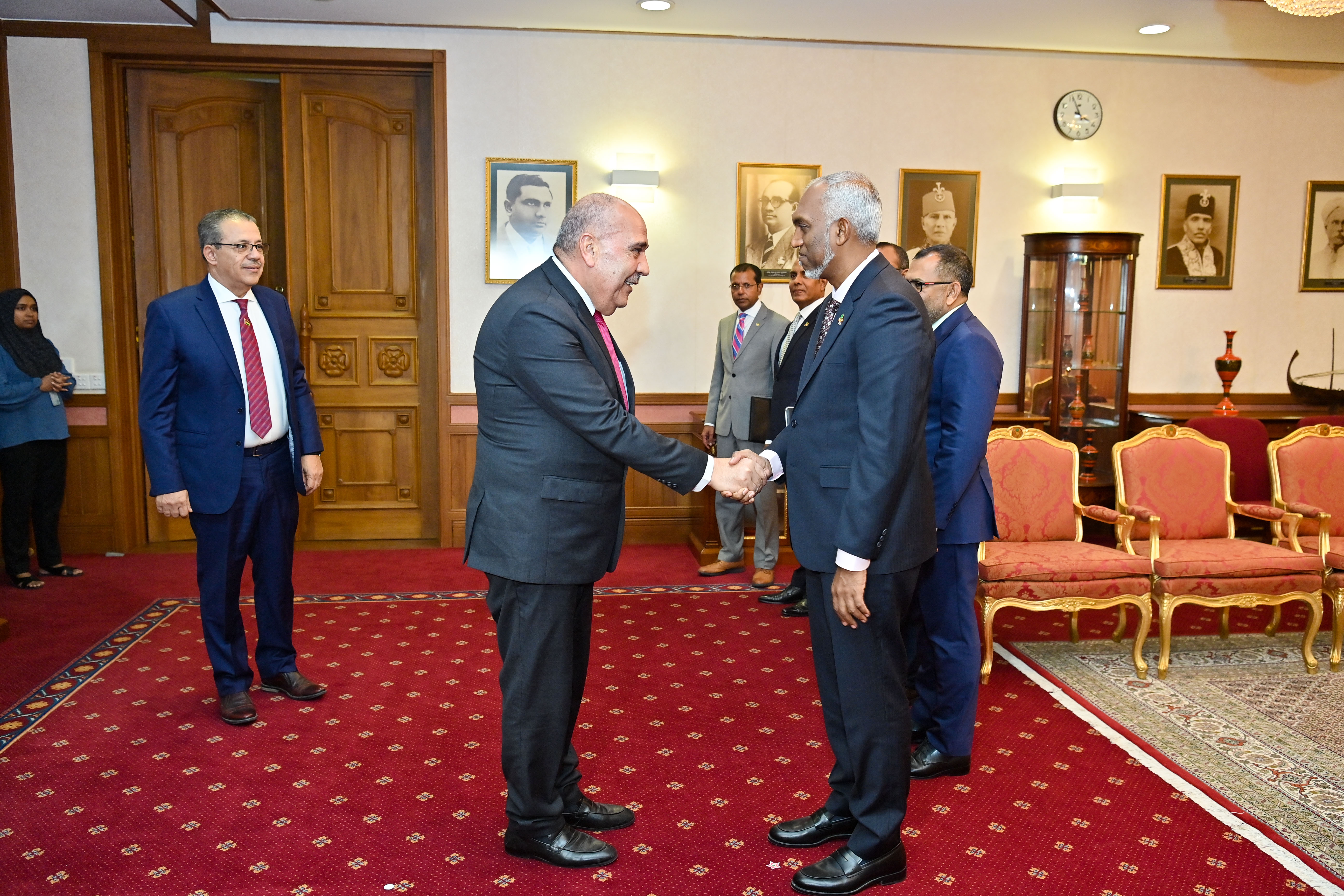
رئيس جزر المالديف محمد معزو يلتقي سفير فلسطين وليد أبو علي

أقيمت العلاقات الدبلوماسية بين البلدين في 4 أبريل 1982. افتتحت منظمة التحرير الفلسطينية مكتبًا لجزر المالديف وسريلانكا في عام 1975 وتم تحويله لاحقًا إلى سفارة فلسطين في سريلانكا وجزر المالديف.
دعت جزر المالديف إلى إقامة دولة فلسطينية مستقلة على أساس حدود ما قبل عام 1967 على أن تكون القدس الشرقية عاصمة لفلسطين.
في 17 نوفمبر 2018، قام رياض المالكي، وزير الخارجية الفلسطيني، بزيارة جزر المالديف والتقى بنظيره عبد الله شهيد.
أعربت جزر المالديف عن قلقها بشأن سلامة الفلسطينيين في غزة خلال حرب إسرائيل عام 2023 على قطاع غزة. اقترح محمد نشيد عبد الله، عضو البرلمان المالديفي، منع حاملي جوازات السفر الإسرائيلية من دخول جزر المالديف. أعربت جزر المالديف عن تضامنها مع فلسطين خلال الحرب.

## التمثيل الدبلوماسي
وليد أبو علي هو سفير فلسطين غير المقيم لدى جزر المالديف منذ 14 أبريل 2019 ومقره في السفارة الفلسطينية في ماليزيا. بينما محمد خليل، هو سفير جزر المالديف غير المقيم لدى فلسطين منذ 2023، ومقره في السفارة المالديفية لدى الأردن.